# Tetrahemihexaedru
În geometrie un tetrahemihexaedru este un poliedru uniform neconvex cu 7 fețe (4 triunghiuri și 3 pătrate), 12 laturi și 6 vârfuri. Figura vârfului său este un antiparalelogram. Diagrama sa Coxeter–Dynkin este  (deși aceasta este o acoperire dublă a tetrahemihexaedrului). Având 7 fețe este un heptaedru.
Este o fațetare a octaedrului.
Este singurul poliedru uniform neprismatic cu un număr impar de fețe. Simbolul său Wythoff este 3/2 3 | 2, dar care reprezintă o acoperire dublă a tetrahemihexaedrului cu opt triunghiuri și șase pătrate, perechi care coincid în spațiu. (Poate fi văzut mai intuitiv ca două tetrahemihexaedre care coincid.)
Este un hemipoliedru. Partea „hemi” a numelui înseamnă că unele fețe formează un grup cu jumătate din numărul elementelor decât la un poliedru obișnuit — aici, trei fețe pătrate formează un grup cu jumătate din numărul fețelor unui hexaedru obișnuit, mai bine cunoscut sub numele de cub — de unde „hemihexaedrul”. Fețele hemi sunt orientate la fel ca fețele poliedrului obișnuit. Cele trei fețe pătrate ale tetrahemihexaedrului sunt, ca și cele trei orientări ale fețelor cubului, perpendiculare reciproc.
Caracteristica „jumătate din numărul” înseamnă că fețele hemi trebuie să treacă prin centrul poliedrului, unde toate se intersectează. Vizual, fiecare pătrat este împărțit în patru triunghiuri dreptunghice, câte două fiind vizibile din fiecare parte.
Are indicele uniform U04 și indicele Wenniger W67.

## Mărimi asociate
Următoarele formule pentru arie A, volum V și raza circumscrisă R sunt stabilite pentru lungimea laturilor tuturor poligoanelor (care sunt regulate) a.
Aria este aria celor 3 fețe pătrate și 4 fețe triunghiulare:
{\displaystyle A=(3+4{\frac {\sqrt {3}}{4}})\,a^{2}\approx 4,732051~a^{2}}.
Volumul este jumătate din volumul unui octaedru regulat:
{\displaystyle V={\frac {1}{2}}\cdot {\frac {\sqrt {2}}{3}}\,a^{3}\approx 0,235702~a^{3}}.
Deoarece anvelopa sa convexă este octaedrul, raza sa circumscrisă este raza circumscrisă a octaedrului:
{\displaystyle R={\frac {\sqrt {2}}{2}}\,a\approx 0,707107~a}.

## Suprafețe înrudite

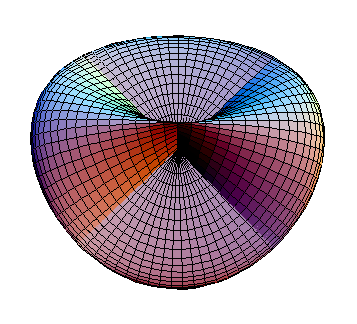
Suprafață romană

Este o suprafață neorientabilă. Este unic ca singurul poliedru uniform cu caracteristica Euler 1, prin urmare este un poliedru proiectiv⁠(d), fiind o reprezentare a planului proiectiv real foarte asemănător cu o suprafață romană⁠(d).

## Poliedre înrudite
Are aceleași vârfuri și laturi ca și octaedrul regulat. De asemenea, are în comun 4 din cele 8 fețe triunghiulare cu cele ale octaedrului, dar are trei fețe pătrate suplimentare care trec prin centrul poliedrului.
| Octaedru | Tetrahemihexaedru |

Dualul său este tetrahemihexacronul.
Este 2-acoperit⁠(d) de cuboctaedru, care are aceeași figură a vârfului abstractă (2 triunghiuri și două pătrate: 3.4.3.4) și de două ori vârfurile, laturile și fețele. Are aceeași topologie ca și poliedrul abstract⁠(d) hemicuboctaedrul.
| Cuboctaedru | Tetrahemihexaedru |

Poate fi construit și ca o semicupolă triunghiulară autointersectată. Toate semicupolele și dualii lor sunt plane proiective topologice.
| n⁄d | 3                                         | 5                                       | 7                                       |
| --- | ----------------------------------------- | --------------------------------------- | --------------------------------------- |
| 2   | Semicupolă triunghiulară autointersectată | Semicupolă pentagramică ( {5/2} )       | Semicupolă heptagramică ( {7/2} )       |
| 4   | —                                         | Semicupolă pentagonală autointersectată | Semicupolă heptagonală autointersectată |

### Tetrahemihexacron
Tetrahemihexacronul este dualul tetrahemihexaedrului și este unul dintre cele nouă hemipoliedre duale.
Deoarece hemipoliedrele au fețe care trec prin centru, poliedrele duale au vârfurile corespunzătoare la infinit; propriu-zis, la infinit în planul proiectiv real⁠(d). În Dual Models de Magnus Wenninger, acestea sunt reprezentate cu prisme care se intersectează, fiecare extinzându-se în ambele direcții până la același vârf de la infinit, pentru a menține simetria. În practică, prismele modelului sunt tăiate de la un punct care este convenabil pentru producător. Wenninger a sugerat că aceste figuri sunt membri ai unei noi clase de figuri stelate, numite stelate la infinit. Totuși, el a mai sugerat că strict vorbind nu sunt poliedre, deoarece construcția lor nu este conformă definițiilor uzuale.
Topologic, se consideră că au șapte vârfuri. Cele trei vârfuri considerate la infinit în planul proiectiv real corespund direcțional celor trei vârfuri ale hemioctaedrului, un poliedru abstract. Celelalte patru vârfuri există la colțurile alternate ale unui cub central (un demicub, în acest caz un tetraedru).